# Кедров, Константин Александрович
Константи́н Алекса́ндрович Ке́дров (при рождении — Бердиче́вский; 12 ноября 1942, Рыбинск — 16 апреля 2025) — русский поэт, философ, литературный критик и литературовед. Автор термина метаметафоры (1984) и философской теории метакода. Кандидат филологических наук, доктор философских наук, профессор Литинститута.
Создатель литературной группы и автор аббревиатуры ДООС (Добровольное общество охраны стрекоз) (1984). Член Союза писателей СССР (1989). Член исполкома Российского ПЕН-клуба. Член Международного союза дворян (по линии рода Челищевых — свидетельство № 98 13.11.08). Представитель и теоретик метареализма.
По данным СМИ и букмекерских контор был представлен в 2003—2005 годах на соискание Нобелевской премии в области литературы. Лауреат южнокорейской премии Манхэ (2013).

## Биография

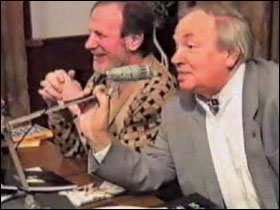
С Андреем Вознесенским (1997)

Родился в семье театрального режиссёра Александра Лазаревича Бердичевского (1910, Тюмень — 30 сентября 1991, Москва) и актрисы Надежды Владимировны Юматовой (1917, Дубровка — 30 апреля 1991, Москва), тогда артистов театра города Рыбинска Ярославской области, где они временно находились в эвакуации до 1945 года.
Первым на литературную одарённость 15-летнего Кедрова обратил внимание журналист Яков Дамский. В газете «Комсомолец Татарии» в 1958 году Дамский впервые опубликовал подборку Кедрова с таким предисловием: «Стихи Константина Кедрова радуют и удивляют всех, кому приходится их читать. Трудно даже поверить, что эти зрелые мысли, эти яркие образы принадлежат перу пятнадцатилетнего школьника».
С 1960 года жил в Москве. Учился один год в МГУ им. М. В. Ломоносова на факультете журналистики (1961—1962), после отчисления перевёлся в Казанский университет. По окончании историко-филологического факультета КГУ им. В. И. Ульянова-Ленина вернулся в Москву, в 1968 году поступил в аспирантуру Литературного института Союза писателей; научный руководитель В. Я. Кирпотин.
В 1973 году в МГУ защитил диссертацию на соискание учёной степени кандидата филологических наук по теме «Эпическое начало в русском романе первой половины XIX века („Евгений Онегин“ А. С. Пушкина, „Герой нашего времени“ М. Ю. Лермонтова, „Мёртвые души“ Н. В. Гоголя)». В это время знакомится с философом-имяславцем, учеником П. А. Флоренского — А. Ф. Лосевым.
С 1974 по 1986 год работал старшим преподавателем кафедры истории русской литературы в Литературном институте имени Горького. Здесь вокруг Кедрова сформировался круг поэтов из числа студентов, заинтересованных в авангардной линии развития русского стиха, — среди этих авторов, в частности, Алексей Парщиков, Илья Кутик и Александр Ерёменко. В 1983 году Кедров сформулировал общий принцип их поэзии как метаметафору:

Метаметафора — это метафора, где каждая вещь — вселенная. Такой метафоры раньше не было. Раньше все сравнивали. Поэт как солнце, или как река, или как трамвай. Человек и есть всё то, о чём пишет. Здесь нет дерева отдельно от земли, земли отдельно от неба, неба отдельно от космоса, космоса отдельно от человека. Это зрение человека вселенной.

В том же году Кедров написал поэму «Компьютер любви», которая, как отмечает С. Б. Джимбинов, «может рассматриваться как художественный манифест метаметафоризма, то есть сгущённой, тотальной метафоры, по сравнению с которой обычная метафора должна выглядеть частичной и робкой». Годом позже Кедров выступил с новым манифестом, провозгласив создание группы «ДООС» (Добровольное общество охраны стрекоз).
В 1986 году после появления в «Литературном обозрении» № 4 за 1984 год статьи Рафаэля Мустафина «На стыке мистики и науки» со ссылками на высказывания Ю. Андропова и К. Черненко о недопустимости идеализма К. Кедров прекращает преподавательскую деятельность в Литинституте и пишет заявление о переходе на творческую работу. Согласно документам, выданным К. Кедрову по его запросу архивным отделом ФСК в 1996 году, на К. Кедрова было заведено дело оперативной проверки под кодовым названием «Лесник» (по подозрению в антисоветской пропаганде и агитации), уничтоженное в августе 1990 года. Цитата из отчёта 5-го управления КГБ за 1984: «Принятыми мерами объект „Лесник“ отведён от приёма в члены Союза писателей СССР». Согласно воспоминаниям ответственного секретаря «Нового мира» Григория Лесниченко,

КГБ <…> очень настаивали, чтобы я написал письмо в Литинститут, его директору Пименову. Тогда в качестве преподавателя там работал Константин Кедров. Он часто печатался в «Новом мире». Вот они и сказали: «Ты напиши туда письмо, скажи, что он такой-сякой антисоветчик, что он, в общем, космополит и всякое прочее, и отправь письмо». Я сказал: «Нет. Такое письмо, господа, я туда не пошлю». После этих разговоров со мной на него там долго напирали, всячески хотели выкурить его оттуда. Но он печатался в нашем журнале и в 1987, и в 1989 году.

После этого К. Кедров с 1986 до 1991 года был безработным. В это время ему пришлось продать картины и графику своего двоюродного деда Павла Челищева, полученные в наследство в 1972 году. Теперь эти картины находятся в галерее «Наши художники» на Рублёвке. Среди них — портрет бабушки Софьи Челищевой (в замужестве Юматовой), написанный Павлом Челищевым в 1914 г. в родовом имении Дубровка Калужской губернии, принадлежавшем прадеду К. Кедрова, помещику Фёдору Сергеевичу Челищеву. Портрет опубликован в альбоме «Павел Челищев» галереи «Наши художники» («Петроний», 2006. — С. 35). Там же опубликованы репродукции других картин П. Челищева с указанием «из коллекции Константина Кедрова». В 2008 году на канале «Культура» был показан фильм о Павле Челищеве «Нечетнокрылый Ангел» по сценарию К. Кедрова и Н. Зарецкой, снятый в Москве и в Нью-Йорке.
С 1988 года Кедров начал участвовать в международной поэтической жизни, впервые выехав за границу для участия в фестивале советского авангардного искусства в Иматре (Финляндия). В 1989 году в издательстве «Советский писатель» вышла монография Кедрова «Поэтический космос», в котором наряду с концепцией метаметафоры развивалась, с привлечением широкого литературного и мифологического материала, философская идея метакода — единого кода живого и неорганического космоса. Как отмечает «Литературная газета», в этой книге Кедров:

… придаёт художественным образам наукообразность, облекает поэзию в философию, <…> «расшифровывает» астрономическую символику литературных сюжетов, от Библии до народных сказок, и «открывает» «метакод» — «устоявшуюся систему астрономической символики, общей для разных ареалов культур».

В 1991—1998 годах Кедров работал литературным обозревателем газеты «Известия», где, по словам Сергея Чупринина, «превратил соответствующий раздел общенациональной газеты в комфортный междусобойчик». По мнению Евгения Евтушенко, напротив:

Ни на кого не похожий-уникальный и в своих эссе и в своих поэтических экспериментах, и в своём преподавании уникального, словом, уникалист, теоретик современного взгляда на искусство, защитник новой волны, считающий, в отличие от пессимистов, что сейчас не расцвет литературы, а её распад; как редактор литературного отдела «Известий», превратил его из рупора официоза в проповедь авангарда.

За это время в «Известиях» опубликованы: первое в России интервью с Натальей Солженицыной, интервью с Главным проповедником Америки и духовником трёх президентов Билли Грэмом, серия статей против смертной казни и интервью с будущим главой Комиссии по помилованию при президенте РФ писателем Анатолием Приставкиным, интервью с Галиной Старовойтовой о правах человека и нормах международного права, статьи о ранее запрещённых и полузапрещённых писателях и философах (В. Набоков, П. Флоренский, В. Хлебников, Д. Андреев), а также о неизвестных в то время широкому кругу читателей В. Нарбиковой, Е. Радове и о поэтах андерграунда (Г. Сапгире, И. Холине, А. Ерёменко, А. Парщикове, Н. Искренко, Г. Айги, А. Хвостенко). После раскола в редакции «Известий» вместе с редактором Игорем Голембиовским перешёл в газету «Новые Известия».
В 1995 году вместе с другими членами ПЕН-клуба (А. Вознесенским, Г. Сапгиром, И. Холиным, А. Ткаченко) Кедров основал «Газету ПОэзия» (вышло 12 номеров), в 2000 году преобразованную в «Журнал ПОэтов» (вышло 10 номеров). Двадцать выпусков были переизданы в 2007 году под одной обложкой и названием «Антология ПО».
В 1996 году в Институте философии РАН защитил диссертацию на соискание учёной степени доктора философских наук в форме научного доклада по теме «Этико-антропный принцип в культуре».(Специальность 09.00.05 — этика). Официальные оппоненты: доктор философских наук В. Л. Рабинович; доктор философских наук Л. В. Коновалова; доктор психологических наук академик РАО В. П. Зинченко,.

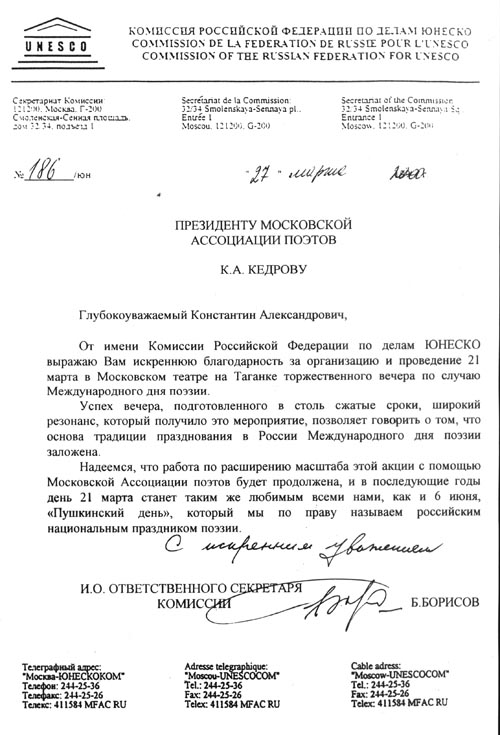
Благодарственное письмо Комиссии Российской Федерации по делам ЮНЕСКО К. Кедрову в связи с первым Днём поэзии в России.

21 марта 1999 года Кедров выступал на первом в России праздновании Всемирного Дня Поэзии в Государственном литературном музее на Петровке, а в 2000 году провёл подобное мероприятие в Театре на Таганке с участием руководителя театра Юрия Любимова, поэтов Андрея Вознесенского, Елены Кацюба, Алины Витухновской и Михаила Бузника, актёра Валерия Золотухина.
28 ноября 2008 года Кедров принял участие в церемонии открытия памятника Мандельштаму в Москве. 22 июня 2009 года Кедров участвовал в презентации памятника академику А. Сахарову и своего скульптурного портрета работы Г. Потоцкого в Манеже.
Умер 16 апреля 2025 года после продолжительной болезни в возрасте 82 лет. После кремации прах Константина Кедрова захоронен в Москве на Донском кладбище в родовой могиле Кедровых-Челищевых.
Министр культуры РФ Ольга Любимова выразила соболезнования родным и близким Константина Александровича Кедрова в связи с его смертью. «Творческая и научная деятельность Константина Александровича внесла вклад в развитие отечественной словесности. Автор множества поэтических сборников, инициатор празднования Всемирного дня поэзии в России, он был заметной фигурой в литературной жизни страны конца XX — начала XXI века. Константин Александрович последовательно отстаивал ценности классической литературы, принимал активное участие в просветительской работе», — следовало из правительственной телеграммы.

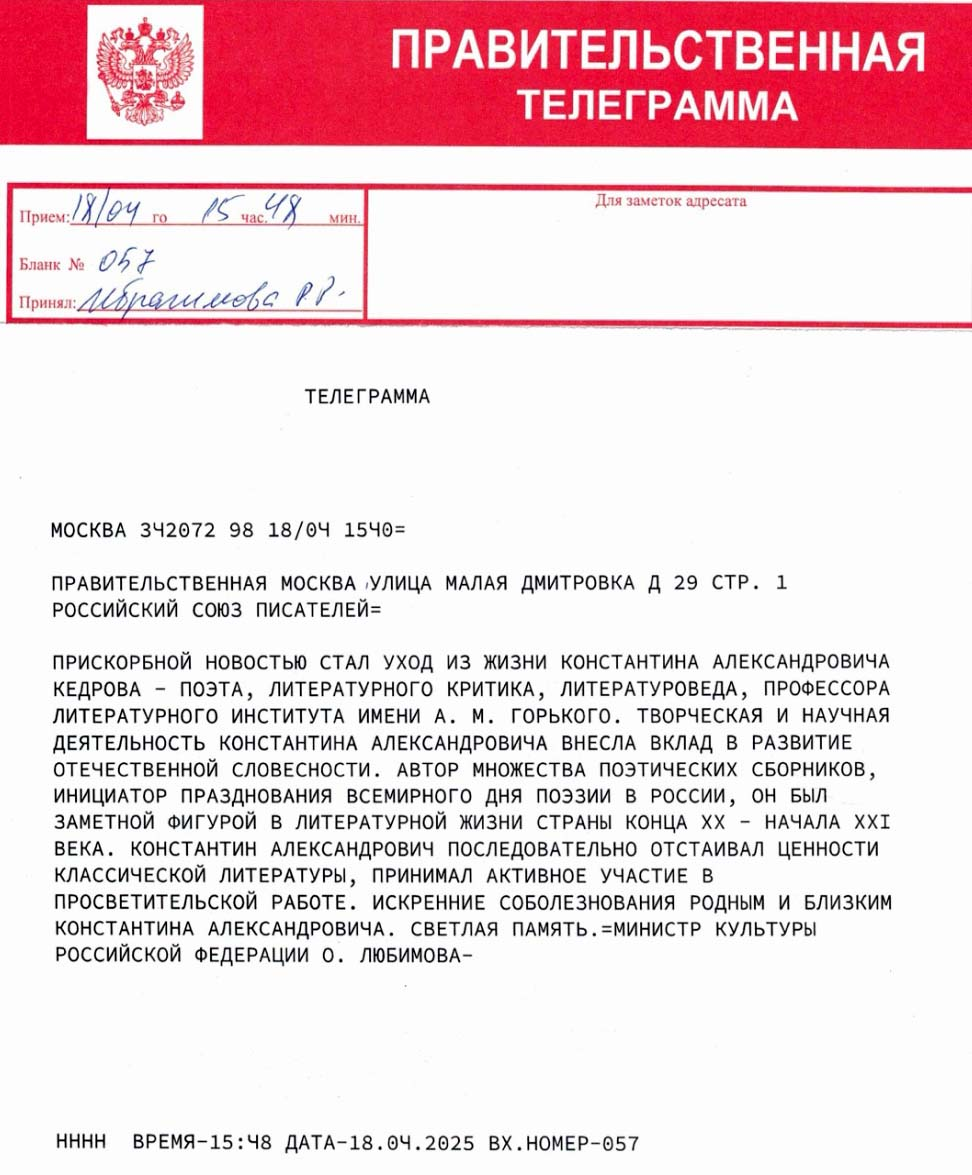
Правительственная телеграмма.

Сподвижники и ученики Константина Александровича Кедрова, многие из которых являются выдающимися деятелями культуры и литературы современной России, выступили на странице «Литературной газеты» с воззванием хранить память ушедшего мастера:
Заботой о сохранении своего наследия был поглощён и сам Константин Александрович. Доподлинно известно, что за несколько недель до смерти, он направил электронное письмо на имя мэра Москвы, где прямо обозначил намерение организовать музей в собственном доме… В июне 2023-го Министерство юстиции РФ зарегистрировало Центр поэзии Константина Кедрова в его квартире на пятом этаже дома Нирнзее в Большом Гнездниковском переулке. 27 июля 2023 года Центр был торжественно открыт с участием представителей мира искусства и литературы. В настоящее время судьба музейного Центра Кедрова выглядит по целому ряду причин очень неопределенной.
Обращением к столичным властям поэт и москвич Константин Кедров выразил свою последнюю личную волю. Сбудется ли его тщательно обдуманное завещание — зависит от всех причастных сторон.

## Общественная позиция
В марте 2014 года вместе с рядом других деятелей науки и культуры подписал открытое письмо против политики российской власти в Крыму, в котором говорилось:
Под лозунгом «Защитим русских в Крыму, а также всех украинцев от новой нелегитимной фашистской власти в Украине!» уже произошла фактическая аннексия Крыма. Грубо нарушено международное право, разрушены принципы европейской безопасности и стабильности. Россия стремительно скатывается к новой холодной войне с Западом, тяжелейшие последствия которой невозможно предсказать.
В 2015 году от имени Русского ПЕН-Центра подписал ответ на заявление Финского ПЕН-Центра, требующее от России прекратить военную пропаганду и преследования политической оппозиции, — в своём ответе призвал «к мудрому взгляду не с одной, а с обеих сторон конфликта» и потребовал соблюдения прав человека «в Киеве, в Харькове и в Одессе».
В 2016 году включил в сборник стихов «Тавромахия» стихотворение «Два фонтана», завершающееся строчками, выражающими поддержку аннексии Крыма Россией:
Есть у российского Титана

В Крыму российском два фонтана.
В 2022 году Русский ПЕН-Центр выступил с заявлением о том, что Константин Кедров не подписывал письмо 2014 года, в котором говорилось:
На страницах Википедии в статье о Константине Кедрове содержится абсолютно недостоверное утверждение, будто бы член Исполкома Русского ПЕН-центра Константин Кедров подписывал заявление, где содержатся абсолютно неприемлемые для него термины типа «аннексия» и тому подобное. Константин Кедров никогда такого заявления не подписывал, поскольку никогда не считал отделение Крыма от России законным актом.

## Семья
- Первая жена — Марина Ивановна Карпова. Познакомился он с ней в Угличе в 1958 году, когда ему было 16 лет, Марина же была старше, ей было 19. В браке родился сын Павел.
- Вторая жена — Елена Александровна Кацюба (в замужестве Кедрова, 1946 — 2020), московская поэтесса, арт-дизайнер; член Союза писателей, член ПЕН-клуба, одна из основательниц группы ДООС во главе с Константином Кедровым, представительница метареализма.

## Отзывы о творчестве
- Генрих Сапгир (предисловие к книге Кедрова «Вруцелет», 1993): «Стихи Константина Кедрова — звёздная стихия, которая породила и самого поэта. Для меня Константин Кедров — поэт, который привнёс в поэзию целый ряд новых идей. Одним словом, одной метафорой, стихи его настоящая литургия»[38].
- Андрей Вознесенский (предисловие к полному собранию поэзии К. Кедрова «Или», 2002):

 «Константирует Кедров

поэтический код декретов

Константирует Кедров недра пройденных километров.

Так беся современников, как кулич на лопате,

Константировал Мельников особняк на Арбате

Для кого он горбатил? Сумасшедший арбайтер…»

- Алексей Хвостенко (интервью, 2004): «Такие люди, как Кедров, я, Анри Волохонский и ещё некоторые, — создают славу теперешней поэзии»[40].
- Игорь Холин: «Кедров — он поэт особый, потому что у него глубокое философское начало в его мировоззрении… Константин Кедров, я это твёрдо могу сказать, один из лучших современных поэтов совершенно нового толка»[41].
- Андрей Вознесенский (интервью радио «Маяк», 13.11.2002): «Кедров из тех, которые продолжаются, как Пастернак. Он великий человек, и книга его великая, роскошная, совершенно авангардная во плоти книга»[42].
- Александр Люсый: «Когда-то Андрей Белый сравнивал себя с Тредиаковским, открывающим дверь новому Пушкину. Кедров занимается аналогичной выработкой языка, разрушением „последнего условного знака“ открытым в будущее. Который будет способен „открыть птицам поэзию Маяковского“, превращаясь в язык вселенской безусловности»[43].

### Критика
- Рафаэль Мустафин в статье «На стыке мистики и науки» (Литературное обозрение. 1984. — № 4) резко критикует статью Кедрова «Звёздная книга» (Новый мир. — 1982. — № 11), обвиняя автора в идеализме и мистицизме и ссылаясь на высказывания Ю. Андропова и К. Черненко о недопустимости явлений такого рода. Результатом статьи стало отстранение Кедрова от преподавания в Литературном институте.
- Евгений Сидоров в книге «Необходимость поэзии»[44] критикует К. Кедрова и А. Вознесенского, пришедших на конференцию в Литературный институт в 1990 году. Недовольство Сидорова вызвало название произведения «Компьютер любви». Он противопоставляет Кедрову других авангардистов — Г. Сапгира и В. Некрасова.
- Маркс Тартаковский в статье «Гений Малевич, лауреат Бродский и Ганнушкин» в журнале «Москва» критикует Кедрова вскоре после публикации стенограммы защиты докторской монографии последнего. Тартаковский одновременно критикует К. Кедрова, И. Бродского и К. Малевича, называя всех троих потенциальными пациентами клиники Ганнушкина.

Параноики крайне упорно отстаивают свои мысли, они часто оказываются борцами за ту или иную идею, однако же это всё-таки менее всего идейные борцы: им важно, их занимает, что это — их идея, их мысль, дальнейшее их не интересует.

При этом автор отмечает
Казимир Малевич, оказывается, единственный из русских художников всех времён, работу которого можно продать на аукционе за сумму с семью нулями... Живописцы Малевич и Пикассо, шоумен Титомир, поэты Иосиф Бродский и Геннадий Айги, литературные критики Александр Генис и Дмитрий Быков, нынешние философы Кедрин с Рабиновичем, психи из австрийской клиники, прозаик Сорокин, наконец, сам "преподобный" Мун, разом венчающий по радио тысячи молодожёнов, собирающихся для этого на стадионах, прочие и прочие звёзды нашего, увы, звёздного века — всё это разные люди.
- Всеволод Некрасов (открытое письмо составителям сборника «Русская поэзия глазами американцев», 1997): «Кедров охрип, рекламируя свои эти кадры как авангард современной русской поэзии. Ни больше ни меньше. А что за авангард, откуда, почему авангард, в чём? В эксклюзивной лицензии на производство дешёвой косметики, тропов и пр. красот без зазренья?».[47]

## Награды
- 1999 — Международная отметина имени отца русского футуризма Давида Бурлюка[48].
- 2003 — Лауреат премии GRAMMy.ru в номинации «Поэтическое событие года» за поэму «Компьютер любви»[49].
- 2005 — Дважды лауреат GRAMMY.ru в номинации «Поэтическое событие года»[50].
- 2005 — Лауреат премии журнала «Дети Ра» в номинации «Драматургия»[51].
- 2007 — Лауреат года «Литературной России» за поэму «Фиалкиада»[52].
- 2008 — Диплом участника Библейского проекта лауреата Нобелевской Премии Агнона Книжная Выставка (Израиль)[53].
- 2009 — Лауреат премии А. С. Грибоедова «За верное служение отечественной словесности» (Решением Московской городской организации и Секции переводчиков Союза Писателей России от 17 ноября 2009 года)[54].
- 2009 — Медаль от интернет-сообщества Литературного клуба и Правления Союза поэтов Интернета[55].
- 2013 — Премия Манхэ (Южная Корея).
- 2015 — Лауреат премии журнала «Дети Ра» в номинации «Поэзия».
- 2016 —  Золото Евразийского литературного фестиваля «ЛиФФт»[56].
- 2016 —  Золото Всероссийского литературного фестиваля «ЛиФФт».
- 2017 — Международная премия имени Леонардо[57].
- 2018 — Пушкинская премия[58].
- 2018 — медаль имени Евгения Замятина (от Союза писателей России «За успехи на литературной и культурной ниве» на фестивале «Славянские традиции»).
- 2020 — Гран-при в номинации «Поэзия» Московской литературной премии[59].
- 2023 — Медаль «За вклад в развитие мировой литературы» (Решением Оргкомитета Международного фестиваля «ЛиФФт» на международной ярмарке в Каире)[60][61].
- 2023 — Медаль МСНД, за вклад в дружбу между народами и особые достижения в международной деятельности[62].
- 2023 — Медаль «За заслуги в культуре и искусстве» (от Российского творческого союза работников культуры)[63].

## Центр поэзии Константина Кедрова
27 июля 2023 года в Москве открылся Центр поэзии Константина Кедрова, зарегистрированный Министерством юстиции Российской Федерации (22.06.2023). Центр представляет собой музей-квартиру Константина Александровича Кедрова, расположенную в Доме Нирнзее. Поэт собрал большое культурное наследие; его жизнь была связана с миром литературы и искусства на протяжении нескольких десятков лет. В Центре поэзии Константина Кедрова собран архив публикаций русских поэтов авангарда, среди которого значительную часть занимают работы самого Кедрова и соосновательницы «ДООС» Елены Кацюба.

## Поэтическая премия Константина Кедрова
20 июля 2024 года была учреждена поэтическая премия Константина Кедрова Президентского фонда культурных инициатив. В неё вошли 4 номинации; каждая из них включала несколько имён. Церемония вручения состоялась 12 ноября 2024 года в Зимнем саду отеля «Савой», в день рождения поэта. Информационная поддержка: Русский ПЕН-Центр, Дом А. Ф. Лосева, Фонд культурных инициатив при Президенте РФ.

## Факты
Несмотря на то, что списки номинантов на Нобелевскую премию нобелевским комитетом не публикуются 50 лет с момента номинации и факт номинации подтверждён достоверными источниками быть не может, ряд средств массовой информации спекулирует на теме номинаций. Так, о Константине Кедрове сообщали:
- В Швеции в три часа по Москве объявят лауреата Нобелевской премии по литературе. Среди номинантов – трое россиян. Эхо Москвы (13 октября 2005). Архивировано 24 августа 2011 года.
- Объявлен лауреат Нобелевской премии по литературе. РБК (2 октября 2003). Архивировано из оригинала 17 апреля 2013 года.
- Сегодня назовут обладателя Нобелевской премии по литературе. REGNUM.
- В Швеции объявят лауреата Нобелевской премии по литературе. Среди номинантов – трое россиян. NEWS.ru.com (2005).
- О нобелевской номинации К.Кедрова на YouTube — ОРТ, 2003
- Россиянин может получить Нобелевскую премию по литературе. НТВ (2 октября 2003).
- Книжная серия «Нобелевские номинанты в области русской литературы». «Культура» (04.01.10).
- ТВЦ о номинации К.Кедрова. 2003 — ТВ Центр
- Документальный фильм «Номинант» на YouTube (Федеральное агентство по культуре и кинематографии РФ. Кинокомпания «Золотой меридиан», реж. Т. Юрина)

## Международные конференции, семинары и фестивали
- Иматра, Финляндия 1988. Фестиваль русского авангарда. Участвуют Курёхин, Кедров, Герман Виноградов, АВИА, Дыбский, Свиблова, Медицинские герменевтики.[69][70]
- «Минута немолчания» по ненапечатанным стихам во Дворце Молодёжи (Москва, 1989). Вели К. Кедров и А. Вознесенский. Состоялось 2 вечера. Участники: Холин, Сапгир, Айги, Е. Кацюба, И. Кутик, Осмоловский.[71]
- 1-й Всемирный День Поэзии ЮНЕСКО на Таганке Ю.Любимова 21 марта 2000[72]
- 10-День поэзии ЮНЕСКО в Гнесинке[73]
- 67-й Всемирный конгресс ПЕН клубов в Москве. 2000, май (Гюнтер Грасс, Вознесенский, Константин Кедров, Генадий Айги, Елена Кацюба, Андрей Битов)[74][75][76]
- Париж, Сорбонна, 2002 (Кедров, Кацюба, Вера Павлова, Айги, Рубинштейн, Пригов, Парщиков)[77]
- Париж, Франция, 2005. Книжный салон Чтения на Русском стенде (Кедров, Вознесенский, Кацюба)[78][79]
- Поэзия современного русского авангарда под эгидой посольства РФ в Австрии в Вене 13-15 мая 2009. Константин Кедров — Бог метаметафоры, Елена Кацюба — ас палиндронавтики, Сергей Бирюков — король зауми. Отзыв славистов-Das ist Wunderbar-чудо![80][81]
- Книжная выставка В Праге (Радио Прага)2007 «Отношение между мужчиной и женщиной — это отношения между человеком и космосом[82]
- Кинофестиваль Сталкер Дарья Юматова „Загадки русского Дали“ 2008[83]
- 6-й международный Волошинский фестиваль в Коктебеле 2008[84]
- По просьбе Милорада Павича Кедров вместе со скульптором Г. Потоцким проводит вечер Павича в фонде Русское Зарубежье 24 июня 2009, (недоступная ссылка), а 25-го зачитывает речь Милорада Павича на открытии его бюста у здания Библиотеки Иностранной литературы[85][86]
- Презентация двухтомника издательства «Художественная литература» в Доме Булгакова[87][88]

## Галерея

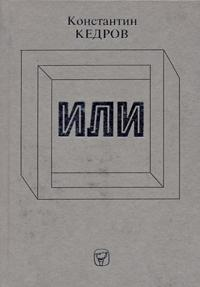
Сборник стихов «ИЛИ».
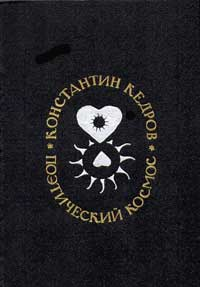
Монография «Поэтический космос» (1989).
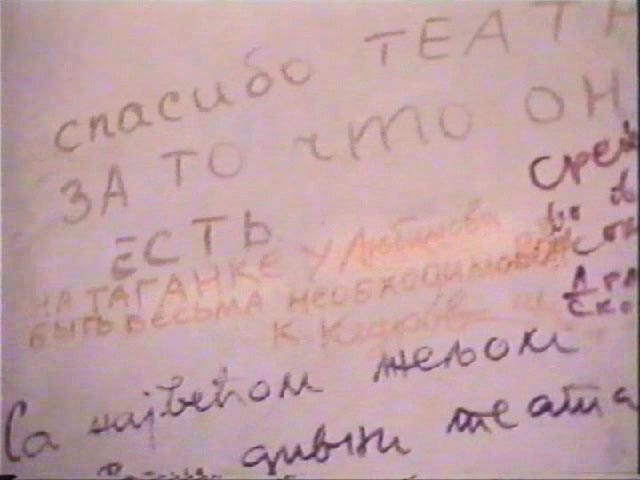
Автограф Кедрова.
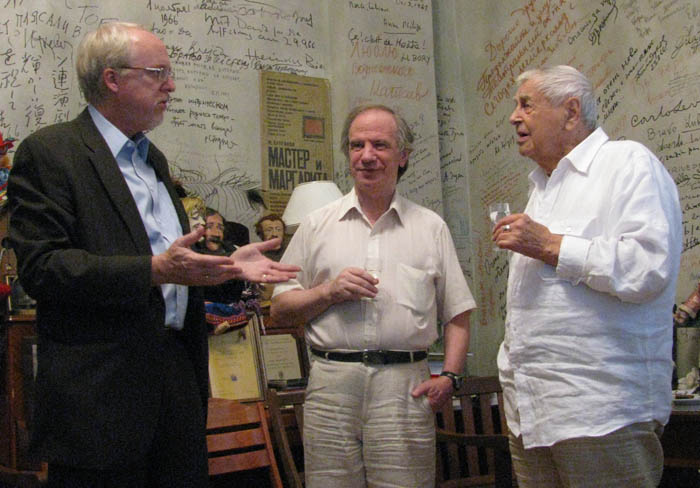
Посол США Дж. Баерли, К. Кедров и Ю. Любимов.

## Основные работы

### Книги
- Поэтический космос. — М.: Советский писатель, 1989. — 480 с. — 20 000 экз. ISBN 5-265-00956-6
- Компьютер любви. — М.: Художественная литература, 1990. — 175 с.; 5000 экз.
- Утверждения отрицания. — М.: Центр, 1991
- Верфьлием. — М.: ДООС, 1992
- Вруцелет. — М.: ДООС, 1993
- Гамма тел Гамлета. — М.: Издание Елены Пахомовой, 1994
- Или он или Ада или Илион или Илиада. Вечера в Музее Сидура. — М., 1995
- Улисс и Навсекая. — М.: Издание Елены Пахомовой, 1998
- Метаметафора. — М.: ДООС, 1999. — 39 с.
- Энциклопедия метаметафоры. — М.: ДООС, 2000. — 126 с.
- Параллельные миры. — М.: АиФ принт, 2001. — 457 с.
- Инсайдаут. — М.: Мысль, 2001. — 282 с.
- Ангелическая поэтика. — М.: Издательство университета Н. Нестеровой, 2001. — 320 с.
- За чертой Апокалипсиса. — М.: АиФ принт, 2002. — 270 с.
- Или (Полное собрание. Поэзия). — М.: Мысль, 2002. — 497 с.
- Сам-ist-дат. — М.: ЛиА Руслана Элинина, 2003
- Метакод. — М.: АиФ принт, 2005. — 575 с.
- Философия литературы. — М.: Художественная литература, 2009. — 200 с.; ил. — ISBN 978-5-280-03454-9
- Дирижёр тишины: Стихи и поэмы. — М.: Художественная литература, 2009. — 200 с.; ил. — ISBN 978-5-280-03456-3
- Кедров Константин. Аль Маргарита // Утверждение отрицания. — М.: ЛИА Р. Элинина, 2009. — 152 с. — 500 экз. — ISBN 5-86280-073-5.
- Невеста лохматая светом: Стихи, поэмы. — М.: Продюсерский центр Александра Гриценко, 2014. — 246 с. — 5000 экз. (Классики и Современники) ISBN 978-5-9906032-0-2
- Голоса. Документально-биографическая мистерия. М.: «ДООС», 2016. — 404 с. — ISBN 978-5-906568-08-3
- Стеклянный робот: Стихи и поэмы. / Вступ. слово А. Вознесенский. — М.: «ЛИФФТ», 2018. — 200 с. — 500 экз. (Золотой ЛиФФт. Писатели России) ISBN 978-5-604-01615-2
- Партант: Книга стихов. — М.: Издательство Евгения Степанова, 2018 (Книжня серия «Авангранды»)
- На дружеской ноге… — Худож. Инны Терешкова; Состав. Александр Себелев. — М.: Экологическая палата России, Библио ТВ, 2023. — 328 с.; ISBN 978-5-87531-154-3
- Мироздание как стихотворение. — Составитель А. А. Симонов. — М.: Общественная палата деятелей культуры и искусства, Русский ПЕН-центр, 2024. — 384 с.; илл.; цв. илл. — ISBN 978-5-87531-197-0

Книги Издательского дома Игоря Сазонова
- Константин Кедров Или. — М., 2023. — 484 с.; ISBN 978-5-6050821-4-9
- Константин Кедров Инсайдаут. — М., 2023. — 300 с.; ISBN 978-5-6050821-3-2

### Драматургия
- «Ура-трагедия» 1966 г.
- «Голоса»-роман-пьеса 2005 г.[89]
- К.Кедров Ю.Любимов «Посвящение Сократа» мистерия. Премьера в Афинах у Парфенона в 2001 и в театре на Таганке[90]
- Приношение Шекспиру трилогия: Уярб-Буря[91]

### Собрание сочинений
- НОВЫЙ АЛЬМАГЕСТ: Полное собрание сочинений. Том I. Инсайдаут. — М.: ДООС, 2017. — 444 с. — ISBN 978-5-604-01611-4

### Публикации
- НГ EX Libris 10.09.2009 Тенистые тропы. (Об экспериментах с приставкой «мета»).[92]
- НГ EX Libris 09.04.2009 Наша Белая книга. Переписка с А. Парщиковым, 2001 г.[93]
- Новая семантика ОБЭРИУТЫ и Хлебников.[94]
- Статьи в «Известиях», «Новых известиях», «Русском курьере».[95]
- НГ EX Libris 24 июля 2008 Интервью М. Бойко с К. Кедровым «А судьи кто? Нужны истолкователи».[96]
- Фрагменты Стенограмм защиты докторской в Институте философии РАН.[97]
- Лекции по Метакоду в Институте Истории Культур УНИК.[98]
- Научно-Культурологический журнал 10.11.2009 Латвия «Звёздное небо внутри нас».[99]

### Статьи о творчестве Кедрова
- Н. Климанова. Символизм Константина Кедрова
- С. Бирюков. Как дирижировать тишиной
- И. Шевелев Книга К. Кедрова «ИЛИ»
- В. Нарбикова. НГ EX Libris Классика от балды
- E. Степанов. Их поглотила всех любви стихия. «Юность», № 2, 2005
- С. Бирюков. Код вер или метаметафора Константина Кедрова. Русская мысль 2002
- К. Ковальджи. Грань с гранью не враги
- А. Люсый. Поэзия как перевод из XX века в XXI. Toronto Slavic Quarterly